# Eupholidoptera sevketi
Eupholidoptera sevketi är en insektsart som först beskrevs av Willy Adolf Theodor Ramme 1933.  Eupholidoptera sevketi ingår i släktet Eupholidoptera och familjen vårtbitare. Inga underarter finns listade i Catalogue of Life.